# Matilde di Franconia
Matilde di Franconia, o di Svevia, (Pöhlde, ottobre 1048 (o 1045) – Goslar (forse), 12 maggio 1060) era la figlia dell'imperatore Enrico III e della sua seconda moglie Agnese di Poitou e apparteneva dunque alla dinastia salica. Con il suo matrimonio con Rodolfo di Rheinfelden, fu duchessa di Svevia dal 1059 al 1060, prima della sua morte prematura.

## Biografia
Matilde era la terza figlia dell'Imperatore Enrico III e dell'imperatrice Agnese, figlia del duca francese Guglielmo V d'Aquitania. Tra le sue sorelle più grandi c'erano Adelaide, che divenne badessa di Quedlinburg e Gandersheim, e Gisela, che morì durante l'infanzia. I suoi fratelli più piccoli erano Enrico IV, che succedette al padre come imperatore dei Romani nel 1056, e Corrado II di Baviera, morto infante, e una sorella, Giuditta Maria di Baviera, che fu regina consorte d'Ungheria dal 1063 al 1074. Inoltre Matilde aveva una sorellastra più anziana, Beatrice, badessa di Quedlinburg e Gandersheim, nata dal primo matrimonio di suo padre con la principessa Gunilde di Danimarca. 
Matilde nacque probabilmente nell'ottobre 1048 a Pöhlde, anche se alcune fonti indicano che era nata prima di questa data, forse già nel 1045. Quando aveva, al massimo, dodici anni, Matilde fu promessa in sposa a Rodolfo di Rheinfelden nel 1057. Il loro matrimonio ebbe luogo nel 1059. È possibile che Matilde fosse la madre del figlio di Rodolfo, Bertoldo di Rheinfelden: l'identità della madre di Bertoldo è oggetto di dibattito, e talvolta si dice che sia il figlio della seconda moglie di Rodolfo, Adelaide di Savoia. 
Matilde morì il 12 maggio 1060, probabilmente a Goslar, e fu sepolta nel monastero dei santi Simone e Giuda.

## Ascendenza
|                          |                           |                                | Genitori                   |  |  | Nonni |  |  | Bisnonni        |  |  | Trisnonni            |  |
|                          |                           |                                |                            |  |  |       |  |  | Enrico di Spira |  |  | Ottone I di Carinzia |  |
|                          |                           |                                |                            |  |  |       |  |  | Enrico di Spira |  |  | Ottone I di Carinzia |  |
|                          |                           | Giuditta di Carinzia           |                            |  |  |       |  |  | Enrico di Spira |  |  |                      |  |
| Corrado II il Salico     |                           |                                |                            |  |  |       |  |  | Enrico di Spira |  |  |                      |  |
|                          |                           | Adelaide di Metz               | Richard di Metz, probabile |  |  |       |  |  |                 |  |  |                      |  |
|                          |                           | Adelaide di Metz               | Richard di Metz, probabile |  |  |       |  |  |                 |  |  |                      |  |
|                          |                           | Adelaide di Metz               | Bertha di Metz, probabile  |  |  |       |  |  |                 |  |  |                      |  |
| Enrico III il Nero       |                           | Adelaide di Metz               |                            |  |  |       |  |  |                 |  |  |                      |  |
|                          |                           | Ermanno II di Svevia           | Corrado I di Svevia        |  |  |       |  |  |                 |  |  |                      |  |
|                          |                           | Ermanno II di Svevia           | Corrado I di Svevia        |  |  |       |  |  |                 |  |  |                      |  |
|                          |                           | Ermanno II di Svevia           | Richlind di Sassonia       |  |  |       |  |  |                 |  |  |                      |  |
| Gisella di Svevia        |                           | Ermanno II di Svevia           |                            |  |  |       |  |  |                 |  |  |                      |  |
|                          |                           | Gerberga di Borgogna           | Corrado III di Borgogna    |  |  |       |  |  |                 |  |  |                      |  |
|                          |                           | Gerberga di Borgogna           | Corrado III di Borgogna    |  |  |       |  |  |                 |  |  |                      |  |
|                          |                           | Gerberga di Borgogna           | Matilde di Francia         |  |  |       |  |  |                 |  |  |                      |  |
| Matilde di Franconia     |                           | Gerberga di Borgogna           |                            |  |  |       |  |  |                 |  |  |                      |  |
|                          | Guglielmo IV di Aquitania | Guglielmo III di Aquitania     |                            |  |  |       |  |  |                 |  |  |                      |  |
|                          | Guglielmo IV di Aquitania | Guglielmo III di Aquitania     |                            |  |  |       |  |  |                 |  |  |                      |  |
|                          | Guglielmo IV di Aquitania | Gerloc                         |                            |  |  |       |  |  |                 |  |  |                      |  |
| Guglielmo V di Aquitania | Guglielmo IV di Aquitania |                                |                            |  |  |       |  |  |                 |  |  |                      |  |
|                          |                           | Emma di Blois                  | Tebaldo I di Blois         |  |  |       |  |  |                 |  |  |                      |  |
|                          |                           | Emma di Blois                  | Tebaldo I di Blois         |  |  |       |  |  |                 |  |  |                      |  |
|                          |                           | Emma di Blois                  | Liutgarda di Vermandois    |  |  |       |  |  |                 |  |  |                      |  |
| Agnese di Poitou         |                           | Emma di Blois                  |                            |  |  |       |  |  |                 |  |  |                      |  |
|                          |                           | Ottone I Guglielmo di Borgogna | Adalberto II d'Ivrea       |  |  |       |  |  |                 |  |  |                      |  |
|                          |                           | Ottone I Guglielmo di Borgogna | Adalberto II d'Ivrea       |  |  |       |  |  |                 |  |  |                      |  |
|                          |                           | Ottone I Guglielmo di Borgogna | Gerberga di Mâcon          |  |  |       |  |  |                 |  |  |                      |  |
| Agnese di Borgogna       |                           | Ottone I Guglielmo di Borgogna |                            |  |  |       |  |  |                 |  |  |                      |  |
|                          |                           | Ermentrude di Roucy            | Renaud di Rheims e Roucy   |  |  |       |  |  |                 |  |  |                      |  |
|                          |                           | Ermentrude di Roucy            | Renaud di Rheims e Roucy   |  |  |       |  |  |                 |  |  |                      |  |
|                          |                           | Ermentrude di Roucy            | Albérade di Hennegau       |  |  |       |  |  |                 |  |  |                      |  |
|                          |                           | Ermentrude di Roucy            |                            |  |  |       |  |  |                 |  |  |                      |  |